# Mohinī

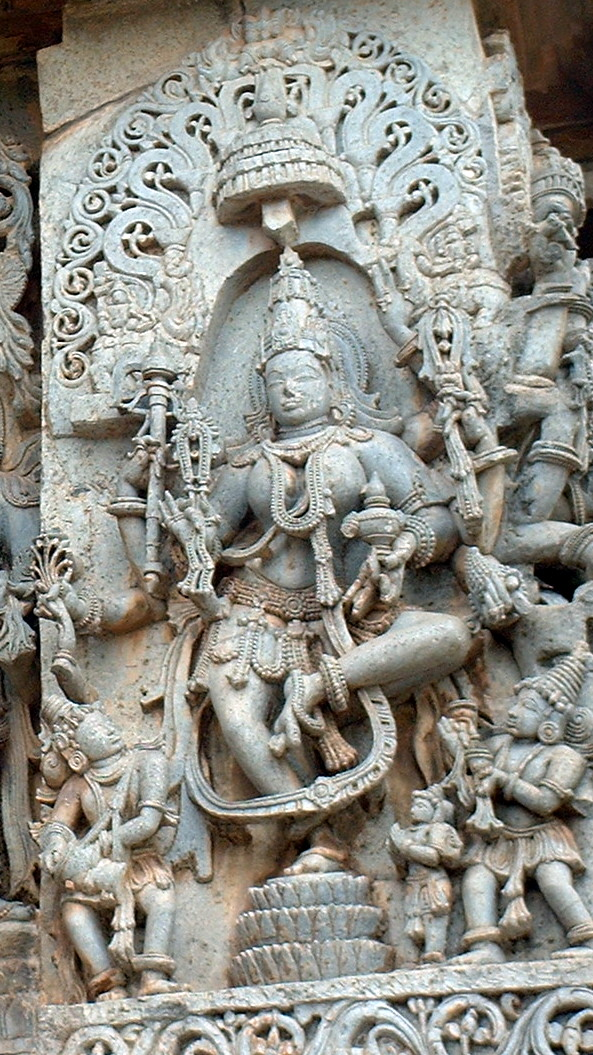
Una scultura di un Mohini danzante con otto braccia al Tempio di Hoysaleswara a Halebidu.

Mohinī (in sanscrito मोहिनी) è l'unica raffigurazione femminile del dio induista Visnù.
Viene rappresentata come femme fatale, un'incantatrice che porta alla pazzia i suoi amanti, a volte conducendoli al loro destino. Mohini fu introdotta nella mitologia indiana nel poema epico Mahābhārata. Nel testo appare come una forma di Vishnu, la quale riprende la pentola dell'Amrita (l'elisir dell'immortalità) agli Asura (demoni) e la restituisce ai Deva (gli dei), aiutandoli a mantenere la loro immortalità.
Molte differenti leggende parlano dei suoi matrimoni e gesta, tra cui l'unione con Shiva.
Questi racconti riportano, tra le altre cose, la nascita del dio Shasta e la distruzione di Bhasmasura, il demone della cenere. Il caratteristico modus operandi di Mohini è l'inganno verso le persone che incontra. È venerata in tutta la cultura indiana, ma principalmente nell'India occidentale, dove i templi sono dedicati a lei raffigurata come Mahalasa, la consorte di Khandoba, una interpretazione regionale di Shiva.

## Etimologia
Il nome Mohini deriva dal verbo moha (incantare, perplettere o disilludere) e letteralmente significa "delusione personificata". Nella cultura Baiga dell'India Centrale, la parola mohini significa "magia erotica". Il nome viene anche impiegato con la connotazione di "essenza della bellezza femminile e seduzione".

## Leggende e storia

### Amrita

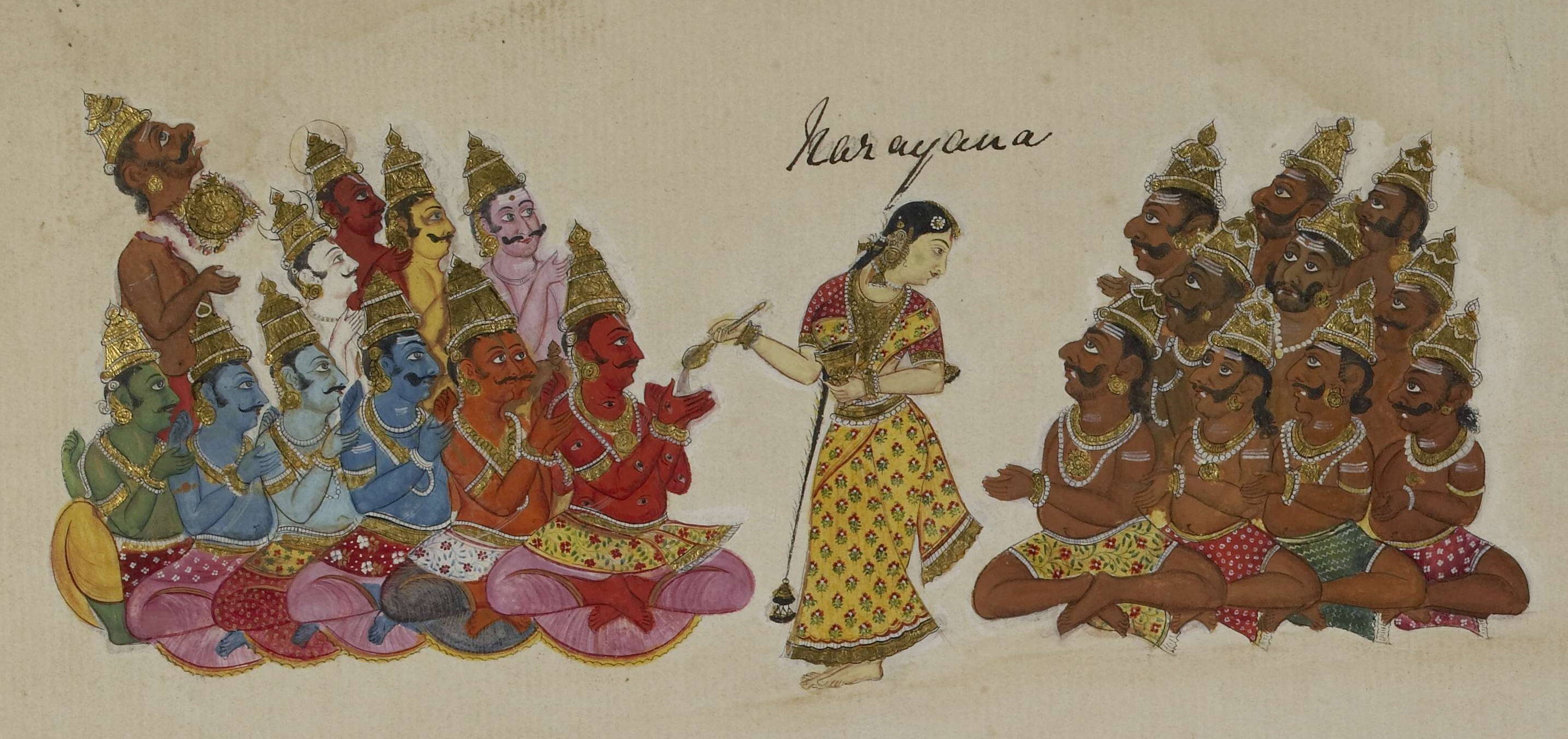
Mohini distribuisce l'Amrita ai Devas (a sinistra), mentre gli Asura guardano.

Il più antico riferimento a Mohini appare nel Samudra Manthan, episodio del poema epico indiano Mahābhārata del V secolo a.C. L'Amrita, o nettare dell'immoralità, è prodotto dall'ebollizione dell'Oceano di latte. I Deva e gli Asura combattono per il suo possesso.
Gli Asura escogitarono il modo per tenere l'Amrita, causando l'ira dei Deva. Vishnu, a conoscenza dei loro piani, assunse la forma di una incantevole damigella.
Usando la sua capacità di sedurre per ingannare gli Asura a darle l'Amrita, distribuì la sostanza tra i Deva. Rahu, un Asura, si travestì da dio e cerco di bere l'Amrita. Sūrya (dio del sole) e Chandra (dio della luna) informarono Vishnu e lui usò il Sudarshana Chakra (il disco divino) per decapitare Rahu, lasciando la testa immortale. L'altro principale poema Induista, Rāmāyaṇa (IV secolo a.C.), narra della breve storia di Mohini nel capitolo Bala Kanda. Questa stessa storia venne raccontata anche nel Vishnu Purana quattro secoli dopo.
Nel testo originale Mohini è descritta come una semplice incantevole versione femminile di Vishnu. In successive versioni, Mohini viene descritta come Maya (illusione) di Vishnu. Ancora dopo, il nome divenne Mohini dall'originale frase che descriveva la sua deliberata falsa apparenza (mayam ashito mohinim). Quando la leggenda di Mohini divenne popolare venne ripetuta, rivista ed espansa in numerosi testi. I racconti di Mohini-Vishnu aumentarono tra le cerchie dei devoti in diverse regioni. La stessa diffusione della versione della storia contenuta nel Mahabharata fu raccontata nel Bhāgavata Purāṇa nel X secolo dell'era comune. Qui, Mohini divenne una formale trasfigurazione di Vishnu.
Questa leggenda è anche raccontata nel Padma Purana e nel Brahmanda Purana. Nel Brahmanda Purana, comunque, Vishnu-Mohini, dopo la meditazione sulla grande dea Maheshvari, acquisì la sua forma per ingannare i ladri Asura.

### Cacciatrice di demoni

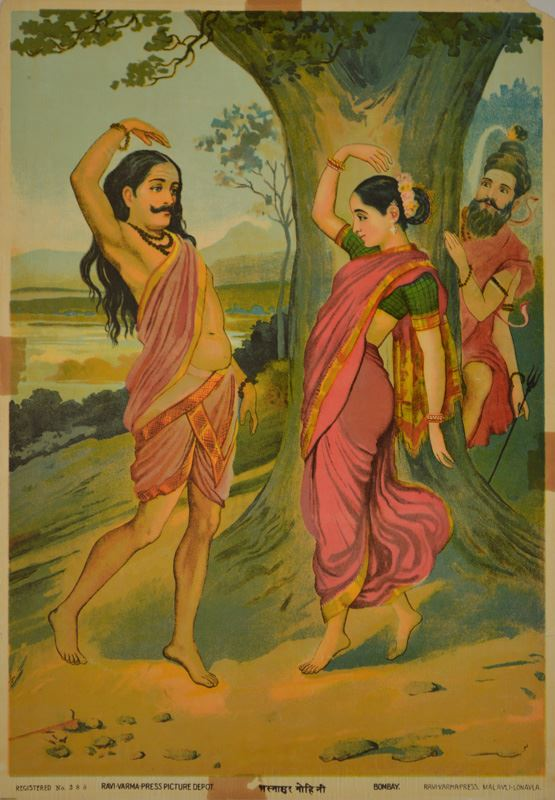
Bhasmasura-Mohini di Raja Ravi Varma. Bhasmasura (a sinistra) sta per posare la sua mano sulla sua testa seguendo Mohini danzante (al centro), mentre Shiva (a destra) guarda da dietro l'albero.

Mohini ha inoltre una storia attiva sulla distruzione dei demoni all'interno dei testi induisti. Nel Vishnu Purana, Mohini sconfigge Bhasmasura, il demone della cenere. Bhasmasura invoca il dio Shiva affligendosi diverse penitenze. Shiva, contento delle azioni di Bhasmasura, gli assicura il potere di trasformare chiunque in cenere toccando la loro testa. Il demone decide di provare il suo potere sullo stesso Shiva, il quale corre via spaventato. Vishnu, testimone degli sfortunati eventi, si trasforma in Mohini e incanta Bhasmasura il quale è talmente coinvolto da Mohini che le chiede di sposarlo. Lei accetta ma ad una condizione: lui dovrà seguire le sue mosse in una danza. Durante la danza lei pone le sue mani sulla sua testa. Bhasmasura fa lo stesso trasformandosi in cenere. La legenda di Bhasmasura è raccontata anche nel testo buddista Satara Dewala Devi Puvata con qualche variazione. In questa versione, Vishnu assume la sua forma femminile (il nome Mohini non è utilizzato) e incanta Bhasmasura. La versione femminile di Vishnu chiede a Bhasmasura di prometterle che non l'avrebbe mai lasciata ponendo le su emani sopra la sua testa come usuale pratica di giurare sulla testa di qualcuno. Facendo così Bhasmasura si trasforma in cenere.
In una legenda simile collegata alla nascita di Ayyappa, il demone Surpanaka acquisisce il potere di trasformare chiunque in cenere dalle sue austerità. Il racconto è lo stesso per tutti gli altri aspetti della versione Buddista.
Nel preludio del Ramakien, la versione tailandese del Ramayana, il demone Nontok è abbagliato e ucciso da Mohini-Vishnu. Nontok abusa di un'arma divina donatagli da Shiva. Armata di quattro Mohni incanta Nontok e lo attacca. Nei suoi ultimi momenti, il demone accusa Vishnu di aver fatto il gioco sporco prima seducendolo e poi attaccandolo. Vishnu decreta che alla sua prossima nascita, Nontok sarebbe nato come il demone a 10 teste Rāvaṇa e Vishnu sarebbe stato un uomo mortale chiamato Rāma. Dopodiché lo affronta e lo sconfigge.
In un meno conosciuto racconto nel Ganesha Purana il saggio re Asura Virochana è ricompensato con una corona magica dal dio sole Sūrya. La corona lo protegge da qualsiasi danno. Vishnu trasformatosi in Mohini lo seduce e gli ruba la corona. Il demone, non più protetto, viene ucciso da Vishnu.
In un'altra leggenda sul demone Araka, Mohini viene associata a Krishna (una personificazione di Vishnu) piuttosto che al dio stesso. Il demone Araka divenne virtualmente invisibile perché non pose mai i suoi occhi su una donna (estrema castità). Krishna prese allora la forma della bellissima Mohini e lo sposò. Dopo 3 giorni di matrimonio, il voto di castità di Araka era rotto e Krishna lo uccise in combattimento. I transgender Hijra considerano Krishna-Mohini una divinità transessuale.

### Rapporto con Shiva

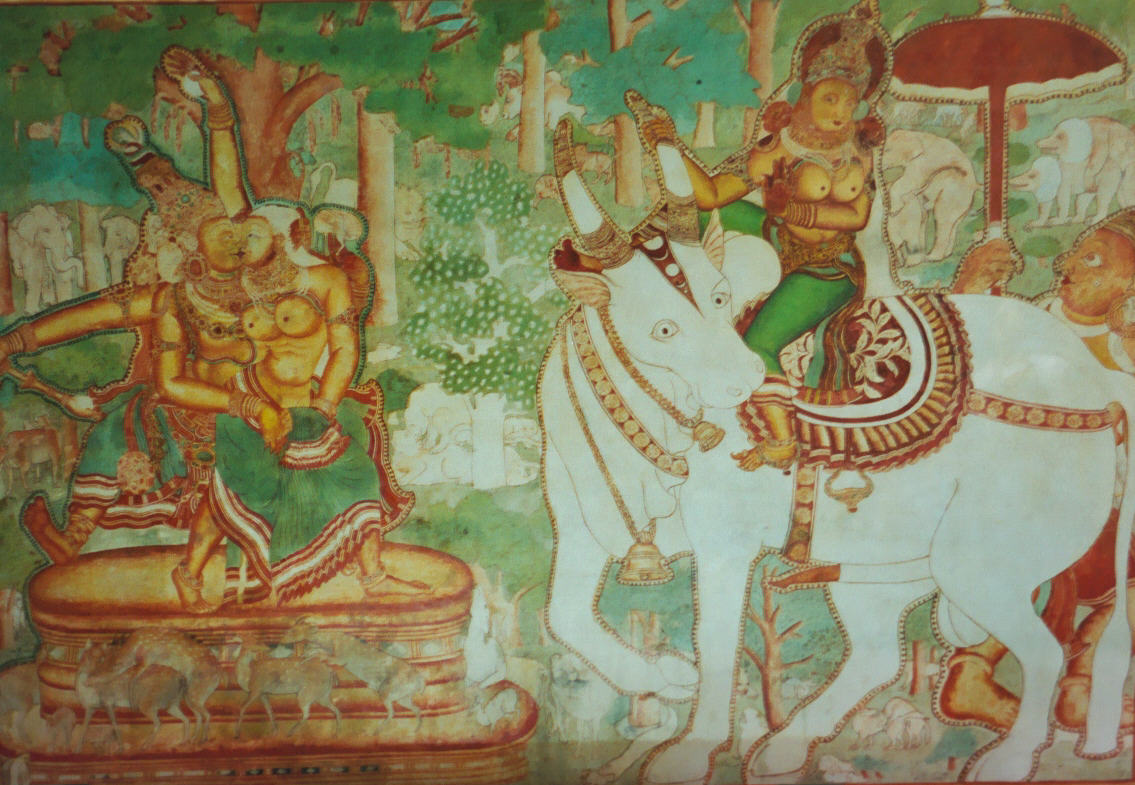
Un murale del palazzo di Mattancherry mostra Shiva e Mohini in un abbraccio mentre Parvati seduto sul toro bianco li guarda con disgusto.

Storie su Mohini e Shiva sono state popolari nei testi del Sud dell'India. Nella versione del sud del Bhāgavata Purāṇa, dopo che Vishnu inganna i demoni grazie alla maya della sua forma femminile, Shiva vede Mohini. Egli diventa "privo di vergogna e derubato da lei del buon senso" e corre pazzamente dietro a quella forma incantevole, mentre sua moglie Parvati (o Uma) sta a guardare. In questa versione del mito, Shiva è sopraffatto da Kāma (il dio dell'amore e del desiderio). Il seme di Shiva cade al suolo creando minerali d'argento e d'oro. Vishnu allora afferma che le emozioni sono difficili da dominare e dichiara che maya diventerà metà dell'aspetto di Shiva chiamato Ardhanarisvara. Shiva, allora, glorifica il potere di Vishnu.
Il Tripurarahasya, un testo Shakta del sud dell'India, racconta di nuovo la storia, dando maggiore importanza alla divinità femminile. Quando Shiva desidera vedere di nuovo la trasformazione di Vishnu in Mohini, Vishnu ha paura di poter essere incenerito come accaduto in precedenza al dio Kama , che aveva disturbato la meditazione di Shiva. Allora, Vishnu prega la dea Tripura, che gli concede metà della sua bellezza, generando la forma di Mohini. Quando Shiva tocca Mohini, il suo seme esce, indicando una perdita del merito ottenuto attraverso tutte le sue austerità.
Nel Brahmanda Purana quando il saggio errante Narada dice a Shiva di Mohini, la quale illude i demoni, Shiva lo respinge. Shiva e sua moglie Parvati vanno nella casa di Vishnu. Shiva gli chiede di prendere nuovamente la forma di Mohini, così da poter vedere la trasformazione lui stesso. Vishnu sorride e si trasforma in Mohini. Abbagliato dalla libidine, Shiva insegue Mohini mentre Parvati si impicca per la vergogna e l'invidia. Shiva prende la mano di Mohini e la abbraccia, ma Mohini si libera e torna a scappare. Alla fine, Shiva la prende e il loro "accoppiamento violento" porta alla fuoriuscita del seme di Shiva, che cade a terra facendo nascere il dio Maha-Shasta ("Il grande castigatore"). Mohini scompare, mentre Shiva torna a casa con Parvati.
Shasta è identificato principalmente con due divinità regionali: Ayyappa del Kerala e Tamil Aiyanar. Viene anche identificato con le divinità classiche indù Skanda e Hanuman. Nella storia successiva dell'origine di Ayyappa, Shiva mette incinta Mohini, che dà alla luce Ayyappa. Un'altra variante dice che invece che da un'origine biologica, Ayyappa derivi dallo sperma di Shiva, che egli eiaculò abbracciando Mohini. Ayyappa è chiamato Hariharaputra, "figlio di Vishnu (Hari) e Shiva (Hara)", e cresce fino a diventare un grande eroe. Un altro racconto dice che dopo la distruzione di Surpanaka, Shiva desidera vedere Mohini e ipnotizzato dal suo aspetto, ha un'unione con lei dando la vita a Ayyappa.
Il testo Tamil, il Kanda Purana, narra della nascita di Shasta identificata con Aiyanar. Il testo narra le vicissitudini prima del racconto che Vishnu è Shakti di Shiva (moglie e potere) Parvati in una forma maschile. La leggenda inizia con la richiesta di Shiva e l'accordo di Vishnu di mostrare la sua forma illusoria di Mohini, che ha assunto per la distribuzione dell'amrita. Shiva si innamora di Mohini e propone un'unione con lei. Mohini-Vishnu rifiuta dicendo che l'unione di due donne dello stesso sesso è stata infruttuosa. Shiva informa Mohini-Vishnu che era solo una delle forme della sua Shakti. Da allora in poi, la loro unione ha portato alla nascita di un ragazzo scuro con i riccioli rossi, che è stato nominato Hariharaputra, anche conosciuto come Shasta e Aiyannar.

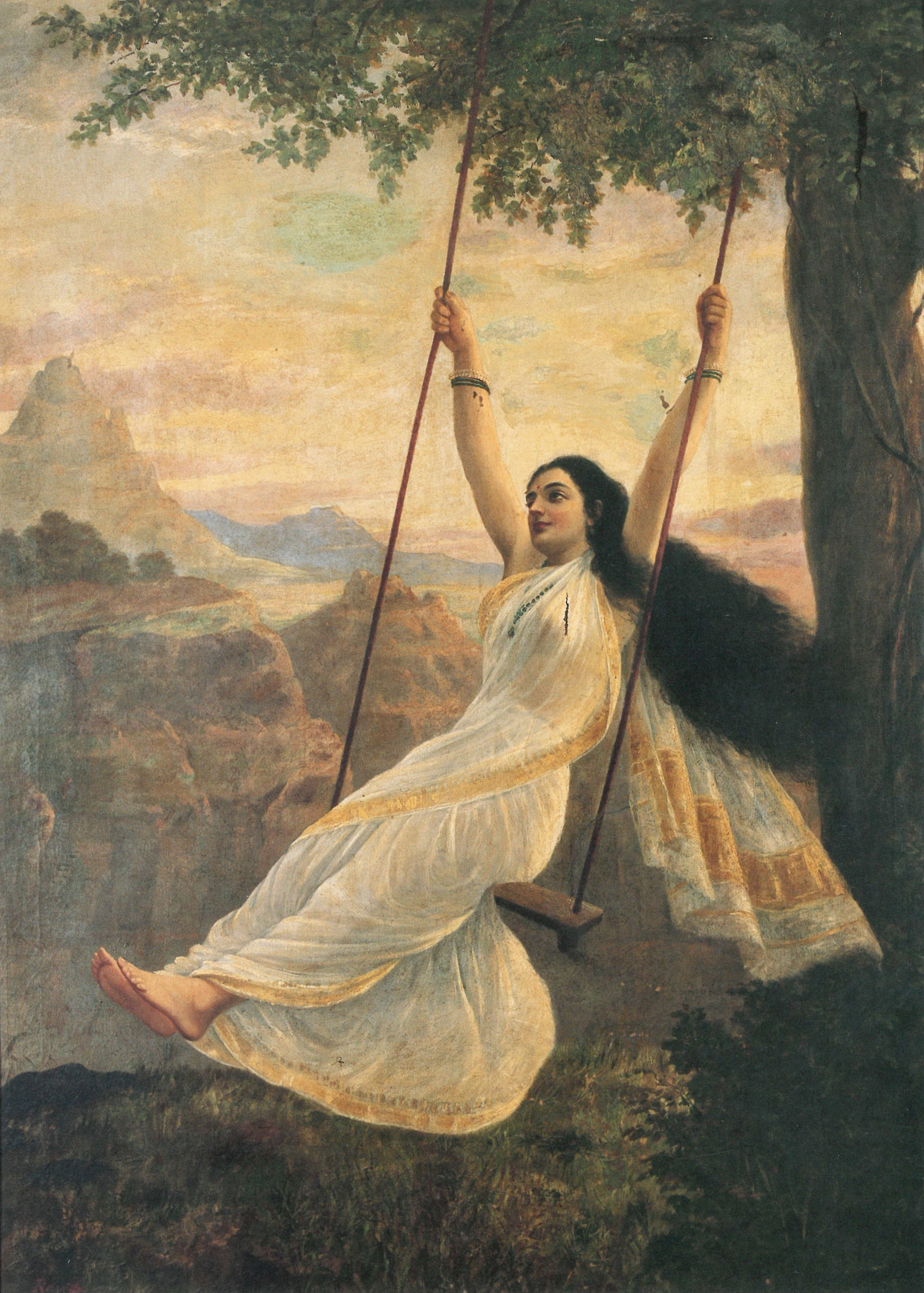
Shiva vede "Mohini su un'altalena" (1894 di Raja Ravi Varma). Il pittore suggerisce la sua natura seducente mostrando il suo busto che fa capolino attraverso il suo sari.

Nell'Agni Purana, mentre l'incantato Shiva segue Mohini, gocce del suo seme cadono a terra e diventano linga, i simboli di Shiva. Il suo seme genera anche il dio-scimmia Hanuman, che aiuta Vishnu Rama nella sua lotta contro Ravana nel Ramayana. Lo Shiva Purana dice che con la semplice visione di Mohini, Shiva sparge il suo seme. Il seme fu raccolto e versato nell'orecchio di Anjani, che diede alla luce Hanuman, l'incarnazione di Shiva. Quest'ultimo è raccontato nella versione thailandese e malese del Ramayana. Sebbene Hanuman derivi dal seme di Shiva, è considerato anche un figlio di Vishnu e Shiva.
La versione buddista del racconto di Bhasmasura continua con Shiva (Ishvara) che chiede alla donna-Vishnu, che è seduta su un'altalena, di sposarlo. Chiede a Shiva di ottenere il permesso di sua moglie Umayangana di portarla a casa. Shiva ritorna con il consenso di Umayangana per trovare la donna, incinta di Vishnu, che lo rimanda per ottenere il permesso di portare a casa una donna incinta. Quando ritorna, un bambino è nato e lei è di nuovo incinta. Chiede a Shiva di chiedere l'approvazione per portare a casa una donna incinta con un bambino. Questo succede altre sei volte. Infine, Shiva porta Umayangana con sé per assistere alla donna miracolosa. Vishnu ritorna quindi alla sua forma maschile. Umayangana abbraccia i sei figli più piccoli che si uniscono nello Skanda a sei teste, mentre il primogenito, chiamato Aiyanayaka ("fratello maggiore") rimane intatto. Aiyanayaka è identificato con Aiyanar.
Il raro caso in cui viene suggerito un "esplicito atto omosessuale maschile" è in un testo telugu in cui Shiva è impegnato a fare l'amore con Mohini-Vishnu, quest'ultimo torna alla sua forma originale e continua a fare l'amore.

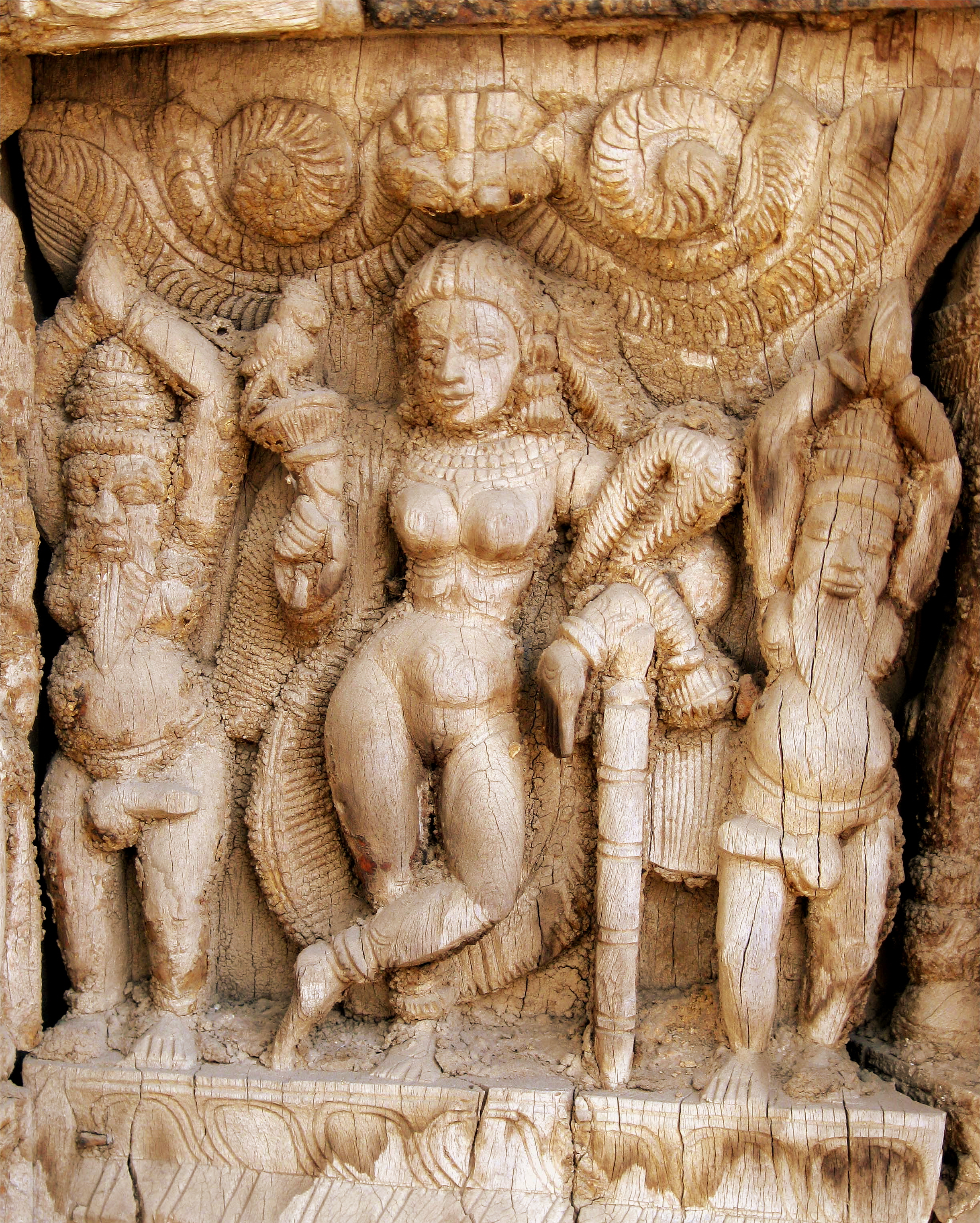
Mohini seduce i saggi. Mohini è raffigurata nuda, adornata con ghirlande e ornamenti, con in mano un loto e un pappagallo, appoggiata su un bastone. I saggi la pregano, con i loro falli puntati su di lei.

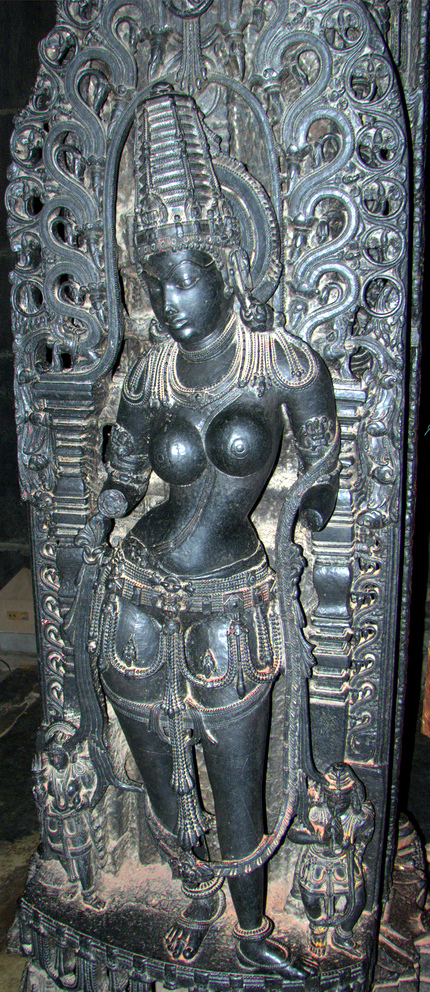
Mohini a Belur.

## Culto
Il quinto giorno di Brahmotsavam, Venkateshwara è vestito da Mohini e sfila in una grande processione.
Nel Goa, Mohini è adorata come Mahalasa o Mahalasa Narayani. Lei è la Kuladevi (dea della famiglia) di molti indù dell'India occidentale e meridionale, tra cui i Brahmani di Goud Saraswat, Karhade Brahmins, Daivajnas e Bhandaris. Il tempio principale di Mahalasa Narayani è a Mardol, Goa, anche se i suoi templi esistono anche negli stati di Karnataka, Kerala, Maharashtra e Gujarat. Mahalasa ha quattro mani, con una Trishula, una spada, una testa mozzata e una ciotola per bere. Sta su un uomo o un demone prostrato, mentre una tigre o un leone lecca sangue che gocciola dalla testa mozzata. Goud Saraswat Brahmins e Vaishnava di Goa e Canara del Sud la identificano con Mohini e la chiamano Narayani e Rahu-matthani, l'uccisore di Rahu, come raccontato nel Bhavishya Purana.
Mahalasa è anche chiamato Mhalsa, la consorte di Khandoba, un'incarnazione locale di Shiva. Come consorte di Khandoba, il suo tempio principale - il tempio di Mohiniraj - si trova a Nevasa, dove è venerata come una divinità a quattro braccia e identificata con Mohini. Mhalsa è spesso raffigurata con due braccia e accompagna Khandoba sul suo cavallo o in piedi accanto a lui.
L'icona centrale del tempio Jaganmohini-Kesava Swany a Ryali, scoperto sepolto sottoterra dal re nell'XI secolo, rappresenta il maschio Vishnu nella parte anteriore, mentre la parte posteriore dell'icona è la femmina Jagan-Mohini ("uno che illude il mondo ") o Mohini, con una pettinatura e una figura femminili. Uno Sthala Purana dice che il fiore nei capelli di Mohini cadde su Ryali ("caduta" in Telugu) quando Mohini fu inseguito da Shiva.

## Indumenti e cerimonie

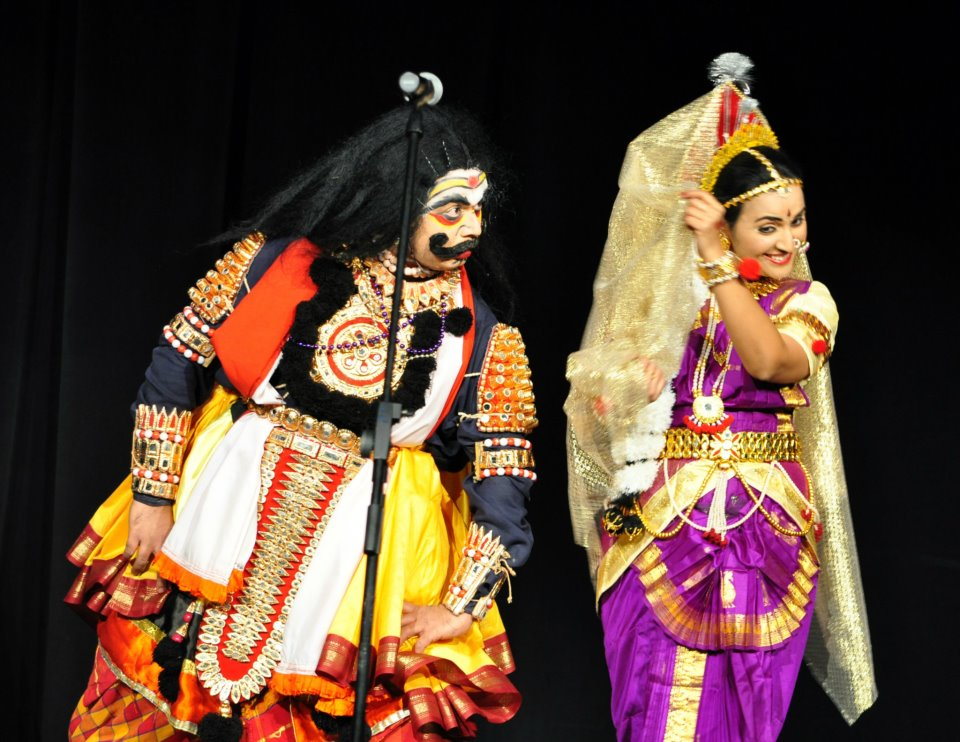
Bhasmasura e Mohini come raffigurati in Yakshagana.

Mohini ha un ruolo importante e drammatico in molte opere mitiche del dramma dell'India meridionale come Yakshagana e Kathakali. In Kerala, tuttavia, dove il figlio di Mohini, Ayyappa, è popolare, il Mohiniattam ("la danza di Mohini") è onorato come forma di danza indipendente. Prende il nome dalla dea, è una danza destinata esclusivamente alle donne ed "un esempio ideale di forma erotica". Le origini della forma Mohiniattam sono sconosciute, anche se furono rese popolari nel 1850, ma in seguito bandite perché era usata dalle "donne sciolte" per attirare i clienti. Il divieto è stato revocato nel 1950, dopo di che ha visto un rinnovo.
Le leggende di Mohini sono anche raffigurate in altre danze, tra cui la moderna Kathak. Il Sonal Nati, eseguito nella zona Saho del distretto di Chamba, Himachal Pradesh, racconta la storia di Mohini-Bhasmasura, e quindi è conosciuta come la danza Mohini-Bhasmasura. Viene eseguito in occasioni festive, specialmente nella fiera di Saho che si tiene a Baisakh, nel recinto del tempio di Chandershekhar.